# Mizuho Sakaguchi
Mizuho Sakaguchi (阪口 夢穂 Sakaguchi Mizuho?,  nacido el 15 de octubre de 1987 en Osaka) es una futbolista japonesa que jugaba como centrocampista.
Sakaguchi jugó 116 veces y marcó 28 goles para la selección femenina de fútbol de Japón. Sakaguchi fue elegida para integrar la selección nacional de Japón para los Copa Mundial Femenina de Fútbol de 2007, 2011, 2015, Juegos Olímpicos de Verano de 2008 y 2012.

## Trayectoria

### Clubes
| Club                  | País           | Año         |
| --------------------- | -------------- | ----------- |
| Speranza FC Takatsuki | Japón          | 2003 - 2004 |
| Tasaki Perule FC      | Japón          | 2006 - 2008 |
| FC Indiana            | Estados Unidos | 2009        |
| Albirex Niigata       | Japón          | 2010 - 2011 |
| Nippon TV Beleza      | Japón          | 2012 -      |

### Selección nacional
| Selección | País  | Año    |
| --------- | ----- | ------ |
| Absoluta  | Japón | 2006 - |

## Estadística de equipo nacional
| Selección femenina de fútbol de Japón | Selección femenina de fútbol de Japón | Selección femenina de fútbol de Japón |
| Año                                   | Partidos                              | Goles                                 |
| ------------------------------------- | ------------------------------------- | ------------------------------------- |
| 2006                                  | 7                                     | 10                                    |
| 2007                                  | 5                                     | 3                                     |
| 2008                                  | 17                                    | 1                                     |
| 2009                                  | 0                                     | 0                                     |
| 2010                                  | 4                                     | 1                                     |
| 2011                                  | 14                                    | 1                                     |
| 2012                                  | 14                                    | 1                                     |
| 2013                                  | 7                                     | 1                                     |
| 2014                                  | 17                                    | 8                                     |
| 2015                                  | 12                                    | 2                                     |
| 2016                                  | 6                                     | 0                                     |
| 2017                                  | 13                                    | 0                                     |
| Total                                 | 116                                   | 28                                    |